# Tsagaannuur, Bayan-Ölgii
Tsagaannuur (tiếng Mông Cổ: Цагааннуур, hồ trắng) là một sum của tỉnh Bayan-Ölgii tại miền tây Mông Cổ. Vào năm 2014, dân số của sum là 1.436 người. Dân cư chủ yếu là người Kazakh.

## Địa lý
Sum giáp với Nga ở phía bắc. Trung tâm sum nằm cách tỉnh lị Ölgii 69 km.

### Khí hậu
Khu vực có khí hậu sa mạc lạnh. Nhiệt độ trung bình hàng năm trong khu vực là -2 °C. Tháng ấm nhất là tháng 6, khi nhiệt độ trung bình là 16 °C và lạnh nhất là tháng 1, với -22 °C. Lượng mưa trung bình hàng năm là 166 mm. Tháng mưa nhiều nhất là tháng 6, với lượng mưa trung bình 38 mm và khô nhất là tháng 12, với lượng mưa 3 mm.

## Kinh tế

### Khu kinh tế tự do Tsagaannuur
Khu kinh tế tự do Tsagaan Nuur được thành lập vào tháng 11 năm 2005 để xúc tác cho sự phát triển của khu vực phía tây Mông Cổ. Khu kinh tế tự do có kích thước khoảng 708,4 ha và nằm trên vùng đất bằng phẳng phủ đầy đá cuội và đất đá. Hai con sông chảy qua ở phía tây và phía bắc của Khu kinh tế tự do tạo thành nguồn cung cấp nước cho khu vực. Khu kinh tế tự do Tsagaan Nuur đã được cấp các tính năng thương mại tự do đặc biệt sau:
- Hàng hóa nhập khẩu từ nước ngoài vào một khu vực tự do sẽ được miễn thuế nhập khẩu, thuế hải quan, thuế VAT và thuế tiêu thụ đặc biệt.
- Không có thuế sẽ được tính cho hàng hóa vào một khu vực tự do, trước đây được nhập khẩu vào lãnh thổ hải quan khi nộp thuế nhập khẩu, thuế hải quan, thuế VAT và thuế tiêu thụ đặc biệt. Các khoản khấu trừ sẽ được thực hiện từ các loại thuế khác so với việc xuất trình biên lai thanh toán cho các khoản thuế được trả trong lãnh thổ hải quan.
- Không đánh thuế đối với hàng hóa ra khỏi khu vực tự do ra nước ngoài[7]

## Giao thông
Trung tâm hành chính của sum Tsagaannuur là điểm khởi đầu của một con đường đến Nga, là một kết nối thương mại quan trọng cho khu vực và tỉnh lị Ölgii.